# Pogonia
Pogonia là một chi thực vật có hoa trong họ Lan.

## Hình ảnh

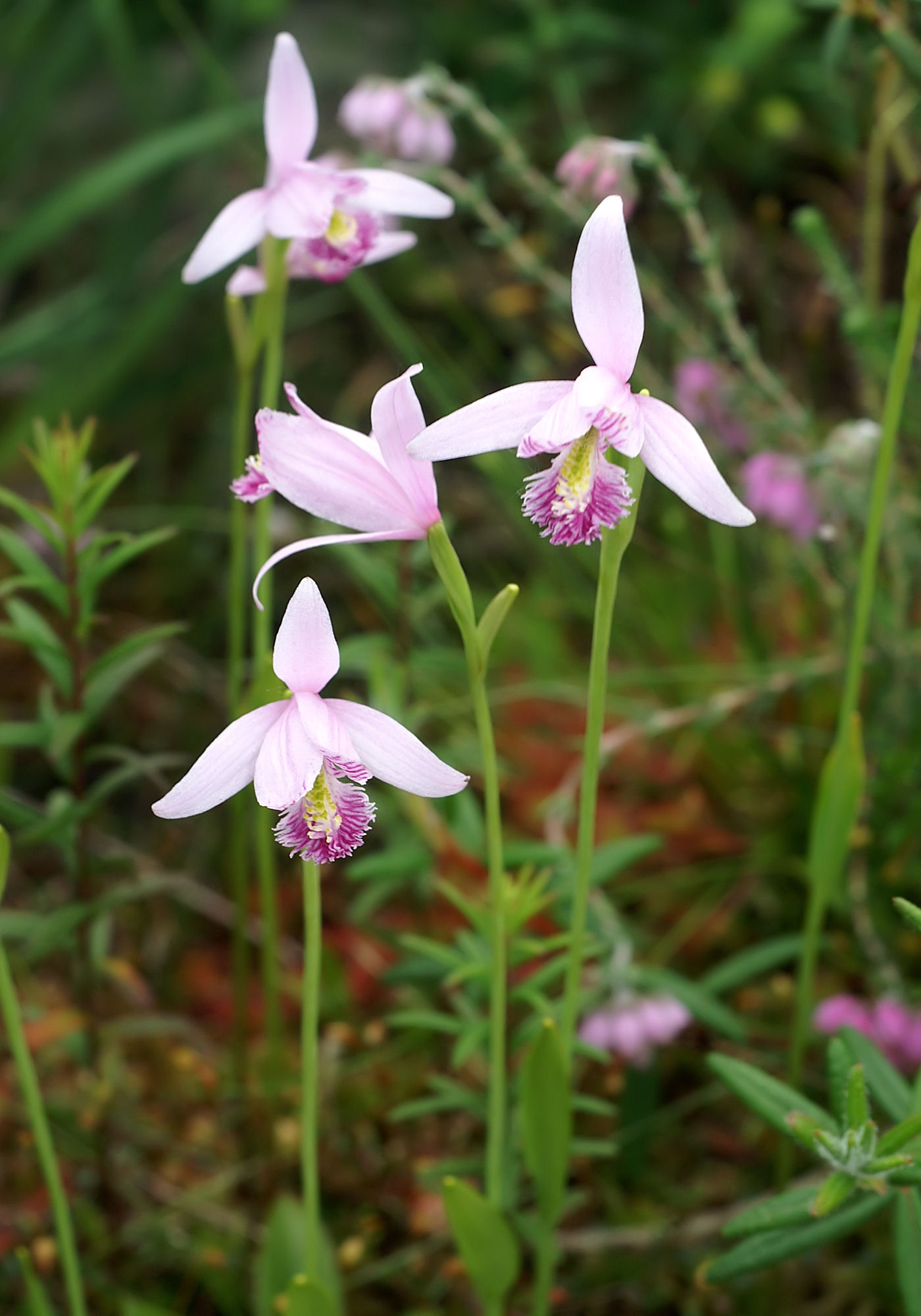

## Các loài
- Pogonia japonica
- Pogonia minor
- Pogonia ophioglossoides
- Pogonia trinervia
- Pogonia yunnanensis